# Gianfranco Giardi
Gianfranco Giardi (ur. 6 grudnia 1949 w San Marino) – sanmaryński strzelec, olimpijczyk.
Dwukrotny uczestnik igrzysk olimpijskich (IO 1980, IO 1984). Startował wyłącznie w pistolecie dowolnym z 50 m. Podczas igrzysk w Moskwie zajął 30. miejsce wśród 33 strzelców, a w Los Angeles był 51. zawodnikiem turnieju (startowało 56 sportowców).
Uczestnik igrzysk małych państw Europy. Brał udział w zawodach w latach 1985 i 1987, jednak bez zdobyczy medalowych.

## Wyniki

### Igrzyska olimpijskie
| Igrzyska         | Konkurencja            | Wynik                        | Miejsce | Źródło |
| ---------------- | ---------------------- | ---------------------------- | ------- | ------ |
| Moskwa 1980      | Pistolet dowolny, 50 m | 509 pkt. (89–85–83–86–84–82) | 30      | [ 1 ]  |
| Los Angeles 1984 | Pistolet dowolny, 50 m | 500 pkt. (73–89–88–81–87–82) | 51      | [ 2 ]  |